# Markaz al Maḩmūdīyah
Markaz al Maḩmūdīyah (arabiska: مركز المحمودية) är en region i Egypten.   Den ligger i guvernementet Beheira, i den norra delen av landet, 140 km nordväst om huvudstaden Kairo. Arean är 1 230 kvadratkilometer.
Terrängen i Markaz al Maḩmūdīyah är mycket platt.